# Chacal-2 (БПЛА)
Chacal-2 — тактический разведывательный БПЛА. Разработан и построен французской компанией Alcore Technologies. Силовая установка — двухтактный четырёхцилиндровый поршневой двигатель, мощностью 24 л. с. с углепластиковым воздушным винтом; либо газотурбинный двигатель с тягой 27 кг.

## Летно-технические характеристики
Аппарат обладает следующими ЛТХ:
- силовая установка — двухтактный четырёхцилиндровый поршневой двигатель (мощность — 24 л. с., движитель — углепластиковый воздушный винт) или газотурбинный двигатель (тяга — 27 кг);
- размах крыла — 2,6 м;
- длина — 3,0 м;
- высота — 0,67 м;
- масса пустого — 30 кг;
- максимальная полезная нагрузка — 20 кг;
- максимальная взлётная масса — 75 кг;
- максимальная скорость — 320 км/ч;
- минимальная скорость — 80 км/ч;
- практический потолок — 3000 м;
- радиус действия — 50 км;
- продолжительность непрерывного полета — 4 ч;
- полезная нагрузка — камера с передачей видеоинформации в реальном масштабе времени.